# Mykoplasmenarthritis und -polyserositis der Schweine
Die Mykoplasmenarthritis und -polyserositis ist eine Infektionskrankheit bei Schweinen, die durch die Mykoplasmen Mycoplasma hyorhinis und Mycoplasma hyosynoviae verursacht wird.

## Krankheitsentstehung
Die Ferkel infizieren sich ab einem Alter von drei Wochen mit den Erregern. Es kommt zu einer Ausbreitung und Erregervermehrung im Blut. Die Mykoplasmen lassen sich in den Lungen, Gelenken und Auskleidungen der Körperhöhlen nieder. Als Rückzugsorgan des Erregers dienen die Rachenmandeln. M. hyorhinis kommt eher in Europa, M. hyosynoviae eher in den USA vor.

## Klinik
Infektionen mit M. hyorhinis führen im Alter von drei bis zehn Wochen zu Fieber, Lahmheiten, Gelenkschwellungen und Atemnot aufgrund serofibrinöser und fibrinös-eitriger Polyserositis und Gelenksentzündungen.
M. hyosynoviae führen im Alter von drei bis sechs Monaten zu plötzlicher Lahmheit und Bewegungsstörungen aufgrund nichteitriger Gelenksentzündungen.

## Therapie
Die Behandlung erfolgt mit mykoplasmenwirksamen Antibiotika wie Tylosin, Tiamulin oder Lincomycin dreimal in eintägigem Abstand. Zusätzlich empfiehlt sich der Einsatz von Glukokortikoiden und Schmerzmitteln. Prophylaktisch können bei der Einstallung Futter- oder Tränkemedikationen verabreicht werden.

## Quelle
- Medizinische Mikrobiologie, Infektions- und Seuchenlehre von Rolle/Mayr, Enke Verlag Stuttgart (2007)